# Aciphylla traversii
Aciphylla traversii là một loài thực vật có hoa trong họ Hoa tán. Loài này được (F.Muell.) Hook.f. mô tả khoa học đầu tiên năm 1867.